# المكتبة الوطنية لجمهورية تتارستان
المكتبة الوطنية لجمهورية تتارستان هي المستودع الرئيسي في جمهورية تتارستان للمنشورات الوطنية والجمهورية والروسية والأجنبية. لدى المكتبة أكثر من ثلاثة ملايين وثيقة، بما في ذلك أكثر من 100,000 وثيقة بلغة التتار و 100,000 أخرى بلغات أجنبية. المكتبة هي «مركز نشر ثقافة شعب التتار، وهي مكتبة عامة فريدة تؤدي دورها في جمع كتب التتار وأدب الجمهورية وحفظها وتوزيعها».
تقع المكتبة في كازان، عاصمة تتارستان في شارع كريملفيسكايا 33. وهي تقع في قصر تاريخي معروف يسمى منزل أوشكوفا. وهو مفتوح للعامة.
افتتحت المكتبة رسميًا كمكتبة عامة للمدينة في 10 يناير 1865. بدأت المكتبة على أساس مجموعة إيفان فيتوروف، وهو أحد محبي الكتب المحليين. تم جمع مجموعة من 1908 مجلدًا (903 عناوين) لأجل المدينة من قبل ابنه في عام 1844.